# Służba Wywiadu Wojskowego
La Służba Wywiadu Wojskowego (SWW) (in italiano: Servizio per lo Spionaggio Militare) è uno dei servizi segreti della Polonia.